# Lerotholi David Seeiso
Lerotholi David Mohato Bereng Seeiso [leroˈtʰodi] (* 18. April 2007 in Maseru) ist der Kronprinz von Lesotho.

## Leben
Lerotholi ist das dritte Kind von König Letsie III. und dessen Frau ’Masenate Mohato Seeiso. Er hat die beiden älteren Schwestern Mary Senate Mohato Seeiso (* 2001) und ’Maseeiso (* 2004). Im Juni 2007 wurde er vom römisch-katholischen Bischof Bernard Mohlalisi auf den Namen David getauft. Da in Lesotho traditionell nur Männer als Thronfolger in Frage kommen, ist Lerotholi der Kronprinz. Sein Titel ist Prince, auf Sesotho Khosana. Seine offizielle Anrede lautet His Royal Highness Prince Lerotholi, auf Sesotho: Khosana Lerotholi.